# Metaline Falls (Washington)
Metaline Falls es un pueblo ubicado en el condado de Pend Oreille en el estado estadounidense de Washington. En el año 2000 tenía una población de 223 habitantes y una densidad poblacional de 415,5 personas por km².

## Geografía
Metaline Falls se encuentra ubicada en las coordenadas 48°51′41″N 117°22′15″O / 48.86139, -117.37083.

## Demografía
Según la Oficina del Censo en 2000 los ingresos medios por hogar en la localidad eran de $17.083, y los ingresos medios por familia eran $35.250. Los hombres tenían unos ingresos medios de $36.250 frente a los $18.333 para las mujeres. La renta per cápita para la localidad era de $16.390. Alrededor del 33,2% de la población estaban por debajo del umbral de pobreza.